# Елена Зајац
Елена Зајац (рођена 16. јуна 1969) је руски женски шаховски велемајстор. Она је представљала и Белорусију и Русију на међународним шаховским такмичењима. Елена Зајац је представљала Белорусију на шаховским такмичењима од 1986. до 2006. године, пре него је прешла у Русију коју ће представљати на шаховским такмичењима од 2007. године до данас. Завршила је Белоруски државни универзитет.
Елена је представља Белорусију на Шаховским олимпијадама од 1994-1996. За Русију је први пут наступала 2006. године Светском шаховском првенству. Била је Белоруски национални шампион у шаху у 1988. години, а такође је освојила бронзану медаљу на 1988. године светском првенству у групи до 20 година.